# Euphorbia greggii
Euphorbia greggii är en törelväxtart som beskrevs av Georg George Engelmann och Pierre Edmond Boissier. Euphorbia greggii ingår i släktet törlar, och familjen törelväxter. Inga underarter finns listade i Catalogue of Life.